# Tageszulassung
Bei einer Tageszulassung handelt es sich um ein Verfahren, bei dem ein zu verkaufendes Fahrzeug von einem Händler für einen einzigen Tag zugelassen wird. Dies geschieht mit der Absicht, dieses Fahrzeug danach mit höherem Rabatt an Endkunden verkaufen zu können.
Die An- und Abmeldung erfolgt formal auf dem Papier (Zulassungsbescheinigung II), ohne dass das Fahrzeug im Straßenverkehr bewegt wird.
Bei dem Fahrzeug handelt es sich um ein ungenutztes, neuwertiges Lagerfahrzeug, das beim Händler vor Ort oder in einem Zwischenlager verfügbar ist. Abgesehen von einer evtl. Anlieferungszeit aus dem Zwischenlager ist es sofort verfügbar.

## Begriffsabgrenzung
- Bestellfahrzeug: Ein Bestellfahrzeug wird auf Kundenwunsch konfiguriert und bestellt. Es hat keine Vorbesitzer und hat einen Kilometerstand von nahezu 0 km (durch Verladungen und dergleichen können mehrere km zustande kommen). Es kann mehrere Monate bis zur Auslieferung dauern.
- Vorführwagen: Ein auf einen Händler zugelassenes und von diesem gewerblich genutztes Fahrzeug, das im Wesentlichen zum Zwecke der Vorführung (Besichtigung und Probefahrt) gedient hat und noch nicht auf einen Endabnehmer zugelassen war.
- Gebrauchtwagen: Ein Fahrzeug, das auf einen oder mehrere Endkunden zugelassen war und einen Kilometerstand deutlich größer als 0 km aufweist.
- Kurzzeitkennzeichen/Ausfuhrkennzeichen: Es besteht im Sprachgebrauch eine gewisse Verwechslungsgefahr mit der Tageszulassung.

## Endkundensicht
- Der Endkunde erhält deutliche Preisnachlässe gegenüber dem Hersteller-Listenpreis.
- Der Endkunde ist als zweiter Eigentümer dokumentiert, da der Händler aufgrund der Tageszulassung als erster Eigentümer in der Zulassungsbescheinigung II eingetragen ist.
- Liegt ein Mangel bei der Übergabe des Fahrzeugs vor, gilt die gesetzlich vorgeschriebene Gewährleistung für Neufahrzeuge. Diese Rechte verjähren innerhalb von 2 Jahren ab der Ablieferung an den Endkunden. (In Österreich: „Bei Kraftfahrzeugen ist eine […] Verkürzung [der Gewährleistungsfrist auf ein Jahr] nur dann wirksam, wenn seit dem Tag der ersten Zulassung mehr als ein Jahr verstrichen ist.“ § 9 Abs. 1 letzter Satz KSchG.)
- Die Laufzeit einer Herstellergarantie beginnt in der Regel bereits mit der Erstzulassung auf den Händler, wird also durch die Tageszulassung verkürzt.
- Tageszulassungen werden grundsätzlich nur für Lagerfahrzeuge, selten für individuell konfigurierte Bestellfahrzeuge angeboten.

## Händlersicht
- Händler haben gegenüber Herstellern vertraglich festgelegte Mindestabnahmemengen und gestaffelte Mengenrabatte. Daher kann es für einen Händler temporär notwendig oder sinnvoll sein, mehr Fahrzeuge beim Hersteller abzunehmen, als aktuell Endkundennachfrage bei ihm besteht.
- Im Rahmen von Sonderaktionen können Händler vom Hersteller zusätzliche Provisionen für Fahrzeuge erhalten, die in einem bestimmten Zeitraum angemeldet werden. Analog können Sonderprovisionen an Jahreszielmengen gekoppelt sein, so dass es sich für Händler lohnen kann, temporär oder zum Jahresende eine gewisse Menge zusätzlicher Fahrzeuge abzunehmen und als Tageszulassung anzumelden.
- Es gibt von den Herstellern vertraglich vorgegebene Spielräume für Preisnachlässe, die der Händler gegenüber Endkunden nicht unterschreiten darf, sonst werden ihm Provisionen gekürzt. Diese Beschränkungen können mit Tageszulassungen auf erlaubtem Weg umgangen werden.
- Bei Fahrzeugimporten aus manchen europäischen Ländern kann eine Tageszulassung vor Ort notwendig sein, um Garantie- oder Gewährleistungsbedingungen für das Fahrzeug zu erfüllen.

## Herstellersicht
- Für Hersteller kann es interessant sein, wenn ein eigener Fahrzeugtyp an publikumswirksamen Statistiken teilnimmt. Beispielsweise ist die ADAC-Pannenstatistik an die Bedingung geknüpft, dass 10.000 Neuzulassungen pro Jahr erreicht werden müssen, damit ein Automodell in der Statistik geführt wird. Wenn absehbar ist, dass diese Menge mit regulären Verkäufen nur knapp unterschritten wird, kann der Hersteller über Tageszulassungen gezielt nachhelfen.
- Für Hersteller sind Tageszulassungen ein Verfahren, um Endkunden nachfrageabhängig Preisnachlässe zu gewähren, ohne die Listenpreise publikumswirksam senken zu müssen.

## Deutschland

### Steuerrechtliche Aspekte
Wird die Nutzung des Fahrzeugs als geldwerter Vorteil unter Anwendung der 1 %-Regel versteuert, ist der Brutto-Listenpreis (d. h. inkl. MwSt.) maßgeblich, ohne Tageszulassungsrabatte.

### Rechtliche Aspekte
Nach einem Urteil des Bundesgerichtshof (VIII ZR 109/04) sind Autos mit Tageszulassung als Neuwagen anzusehen, wenn das Modell noch unverändert hergestellt wird, es keine standzeitbedingten Mängel aufweist und zwischen Herstellungsdatum und Verkaufsdatum max. 12 Monate liegen und der Kilometerstand nahezu „0“ (+10) Kilometer beträgt.

### Versicherungsaspekte
Einige Autoversicherungen gewähren spezielle Rabatte für Neufahrzeuge, wobei als Nachweis der Kunde als Ersteigentümer in der Zulassungsbescheinigung II geführt sein muss. Fahrzeuge mit Tageszulassung erfüllen diese Bedingung nicht.